# Immobilarity
Immobilarity je drugi studio album američkog repera Rejkvona, izdat je 1999 za Loud Records i našao se na Top 10 listi Amerike. Kao i prethodni i ovaj album je 20. decembra, 1999 sertifikovan kao zlatan od strane RIAA.
Za razliku od prethodnog albuma, ni na jednoj pesmi nije radio RZA i nema ni jednog gosta iz klana osim Ghostfacea, Method Mana i Masta Killae. Raekwon je izjavio da je naziv albuma akronim za I Move More Official By Implementing Loyalty And Respect In The Youth.

## Pesme
| #  | Ime                      | Producent(i)             | Gost(i)             | Vreme |
| -- | ------------------------ | ------------------------ | ------------------- | ----- |
| 1  | "Intro"                  | The Infinite Arkatechz   |                     | 2:19  |
| 2  | "Yae Yo"                 | Carlos "Six-July" Broady |                     | 2:37  |
| 3  | "Casablanca"             | The Infinite Arkatechz   |                     | 3:51  |
| 4  | "100 Rounds"             | Triflyn                  |                     | 4:54  |
| 5  | "Real Life"              | DJ Devastator            |                     | 3:02  |
| 6  | "Power"                  | Triflyn                  | American Cream Team | 3:49  |
| 7  | "Phone Skit"             |                          |                     | 1:05  |
| 8  | "All I Got Is You Pt. 2" | Naheen "Pop" Bowens & Vo | Big Bub             | 4:54  |
| 9  | "Jury"                   | The Infinite Arkatechz   | Kim Stephens        | 3:51  |
| 10 | "Fuck Them"              | Triflyn                  | Method Man          | 3:55  |
| 11 | "The Visit Skit"         |                          |                     | 1:29  |
| 12 | "Live From New York"     | The Infinite Arkatechz   |                     | 3:26  |
| 13 | "My Favorite Dred"       | Triflyn                  |                     | 1:58  |
| 14 | "Friday"                 | Triflyn                  |                     | 3:25  |
| 15 | "The Table"              | The Infinite Arkatechz   | Masta Killa         | 3:33  |
| 16 | "Sneakers"               | Pete Rock                |                     | 3:02  |
| 17 | "Raw"                    | Naheen "Pop" Bowens & Vo | American Cream Team | 3:07  |
| 18 | "Pop Shit"               | Naheen "Pop" Bowens & Vo |                     | 3:18  |
| 19 | "Heart To Heart"         | Naheen "Pop" Bowens & Vo |                     | 4:04  |
| 20 | "Forecast"               | Triflyn                  |                     | 3:08  |
| 21 | "Phone Call Skit Outro"  |                          |                     | 1:09  |